# Jerry Haynes
Jerome Martin Haynes, noto con il diminutivo di Jerry (Dallas, 31 gennaio 1927 – Longview, 26 settembre 2011), è stato un attore e conduttore televisivo statunitense.

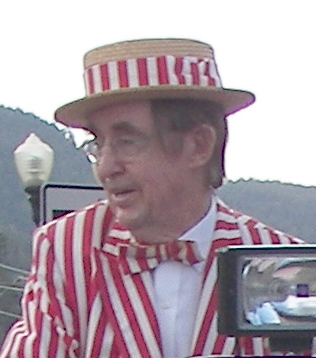
Jerry Haynes (1927-2011)

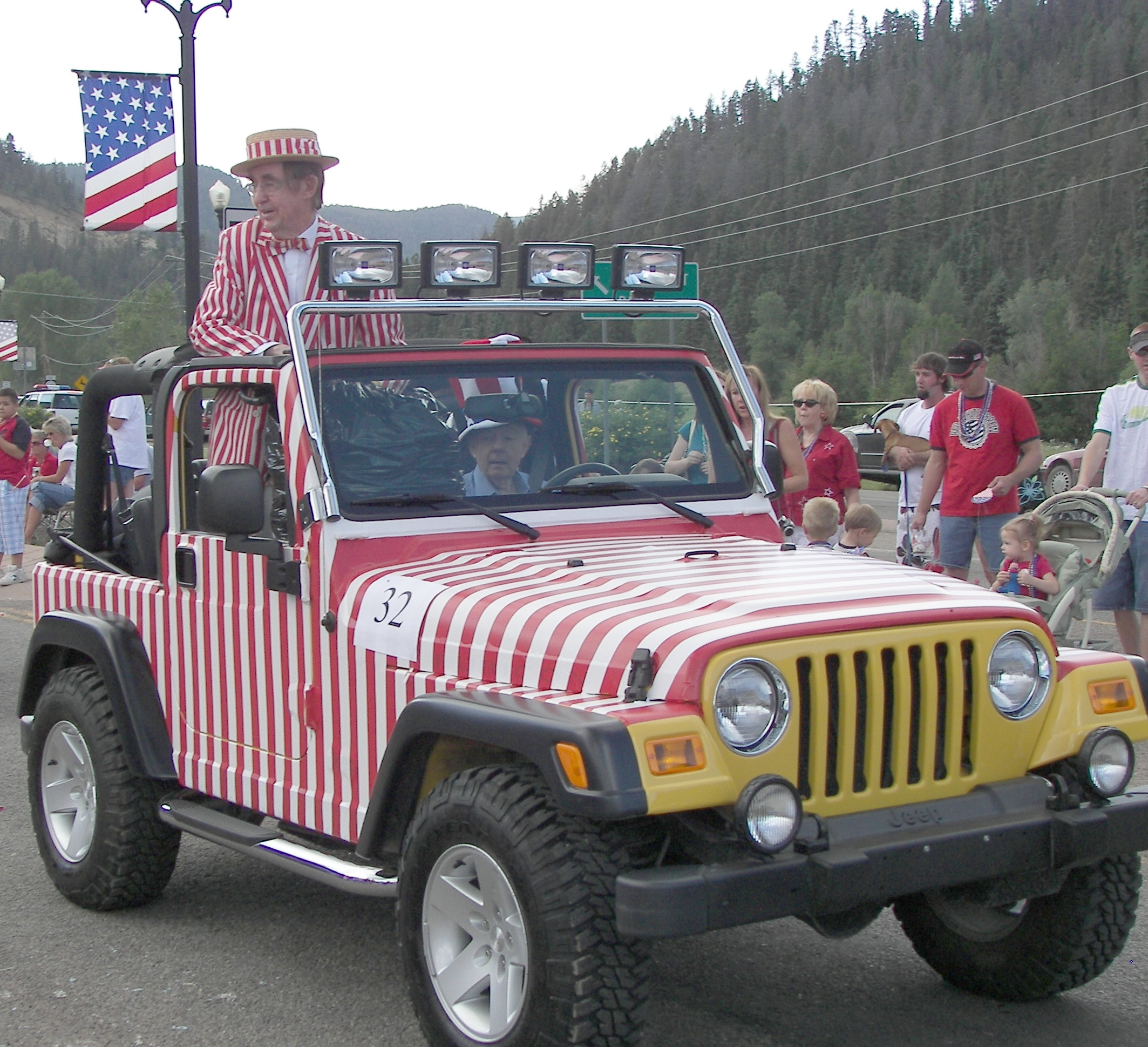
Jerry Haynes nel 2007

Era noto come "Mr. Peppermint", il personaggio di cui vestì i panni in vari programmi televisivi negli anni sessanta e tra la metà degli anni settanta e la metà degli anni novanta. Sotto queste vesti condusse il più lungo programma televisivo (6.000 puntate) della storia dell'emittente di Dallas WFAA.
Interpretò anche vari ruoli al cinema e in film per la televisione, comparendo - a partire dall'inizio degli anni ottanta - in oltre 50 differenti produzioni.
Era il padre di Gibby Haynes, cantante e frontman dei Butthole Surfers.

## Filmografia parziale

### Cinema
- Le stagioni del cuore (Places in the Heart, 1984) - On. Jack Driscoll
- Papa Was a Preacher (1985) - Jack Murphy
- Sweet Dreams (1985) - Owen Bradley
- RoboCop (1987) - Dott. McNamara
- Heartbreak Hotel (1988)
- Hard Promises (1991)
- My Boyfriend's Back alias Fantasma per amore (1993)
- 2035 - Mutazione immortale - (Island City, 1994) - Ben
- The Stars Fell on Henrietta (1995)
- It's in the Water (1997) - Sig. Adams
- Le locuste (The Locusts, 1997) - Harlan
- Possums (1998) - Bob
- The Outfitters (1999) - Padre John
- Abilene (1999) - Pete
- Boys Don't Cry (1999) - Giudice
- The Keyman (2002)
- Balls Out: Gary the Tennis Coach (2009)

### Televisione
- Dallas - serie TV, 4 episodi (1980-1981) - ruolo: Pat Powers
- Negro Go Home (Crisis at Central High) - film TV (1981)
- Diritto alla vita - film TV (1984) - Bill Willson
- Peyton Place: The Next Generation (1985)
- The Long Hot Summer (1985)
- Houston: The Legend of Texas (1986)
- L'anima del diavolo (Final Verdict) - film TV (1991) - John Burbank
- La vera storia di Bonnie e Clyde (Bonnie & Clyde: The True Story) - film TV (1992) - Arvin
- Dopo la gloria (An American Story) - film TV (1992) - Dott.Jenkins
- Shadows of Desire - film TV (1994) - Sig. Lund
- Walker Texas Ranger - serie TV, 1 episodio (1994) - Hank Sweet
- Texas Justice - film TV (1995)
- A Promise to Carolyn - Dott. Evie (1996)
- Una madre coraggiosa (The People Next Door) - film TV (1996)
- King of the World - film TV (2000) - Jimmy Cannon
- Walker Texas Ranger - serie TV, 1 episodio (2001) - Giud. Abe Stiegler

## Programmi televisivi (Lista parziale)
- 1975-1995: Peppermint Place